# Евроамерика
Евроамерика, известен още като Лаврусия (да не се бърка с Лавразия) или Старият червен континент) е палеозойски суперконтинент, който се образувал в резултат на сблъсък между древните платформи (континенти) Лаврентия (Северна Америка), Балтика (Източно-европейски) и Авалония (микроконтинент) във времето на Каледонската орогенеза.
В епохата на образуването на суперконтинента, растителността започва да излиза от океана и да покрива сушата. Именно в северната част на Евроамерика (разположен тогава на екватора) през девона се появяват първите гори (фактически отначало огромни тропически блата), по-късно превърнали се в залежи на каменни въглища в днешните Северна Канада, Гренландия и Скандинавия.
В пермския период, суперконтинетът се съединява с Пангея и става негова съставна част. След разпадането на Пангея, Евроамерика става част от Лавразия. Разпада се по време на палеогена.